# I Hate Boys
"I Hate Boys" je píseň americké popové zpěvačky Christiny Aguilery. Píseň pochází z jejího čtvrtého alba Bionic. Produkce se ujal producent Polow da Don.

## Hitparáda
| Země                  | Umístění |
| --------------------- | -------- |
| Austrálie (Airplay)   | 28       |
| Indonésie             | 9        |
| Nový Zéland (Airplay) | 12       |